# Heliamphora heterodoxa
Heliamphora heterodoxa là một loài thực vật có hoa trong họ Sarraceniaceae. Loài này được Steyerm. mô tả khoa học đầu tiên năm 1951.

## Hình ảnh

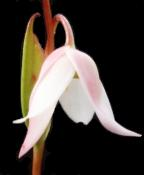